# ستاندارد ميسايل 3

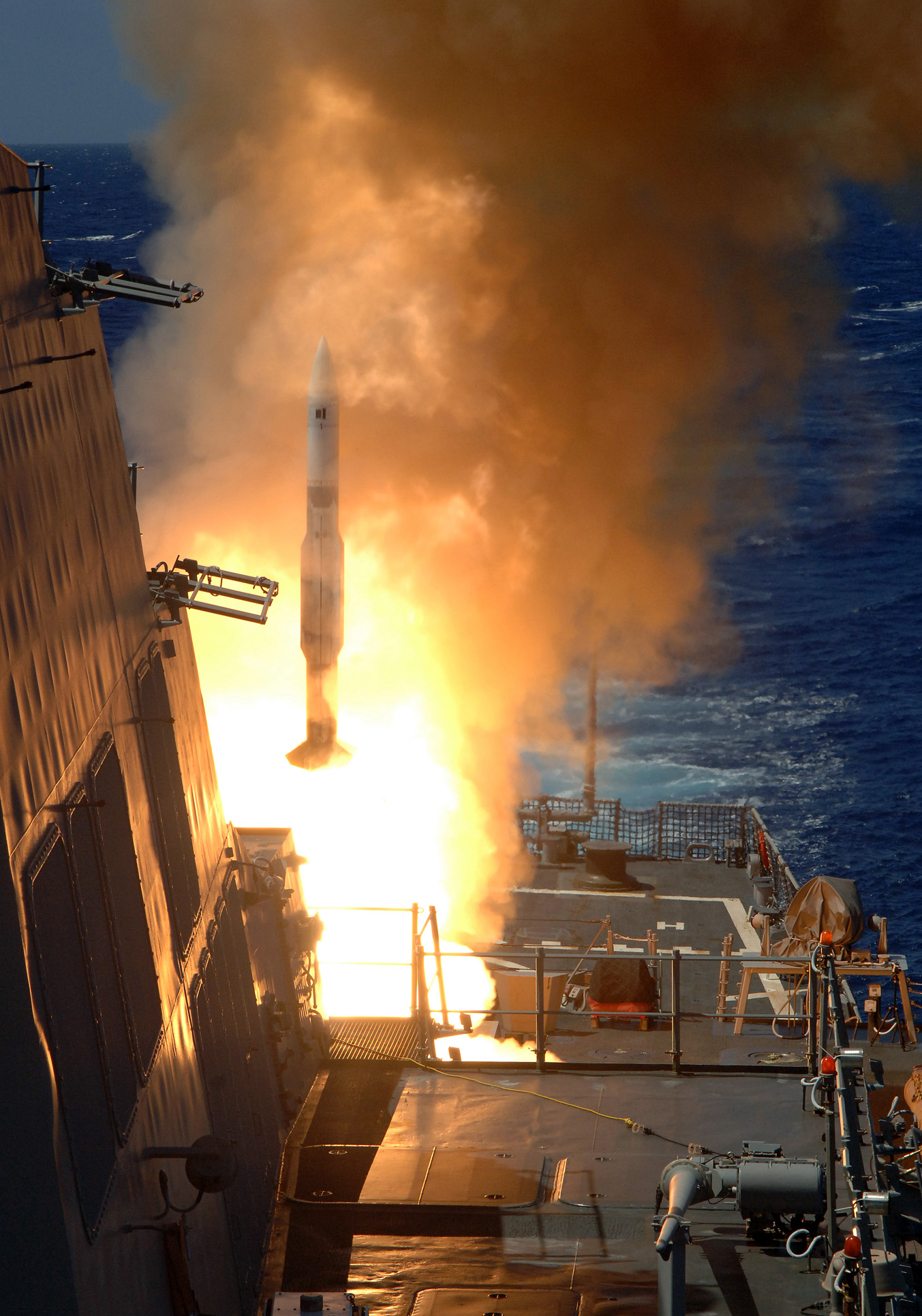
انطلاق صاروخ SM-2 من بئر رأسي على مدمرة أمريكية

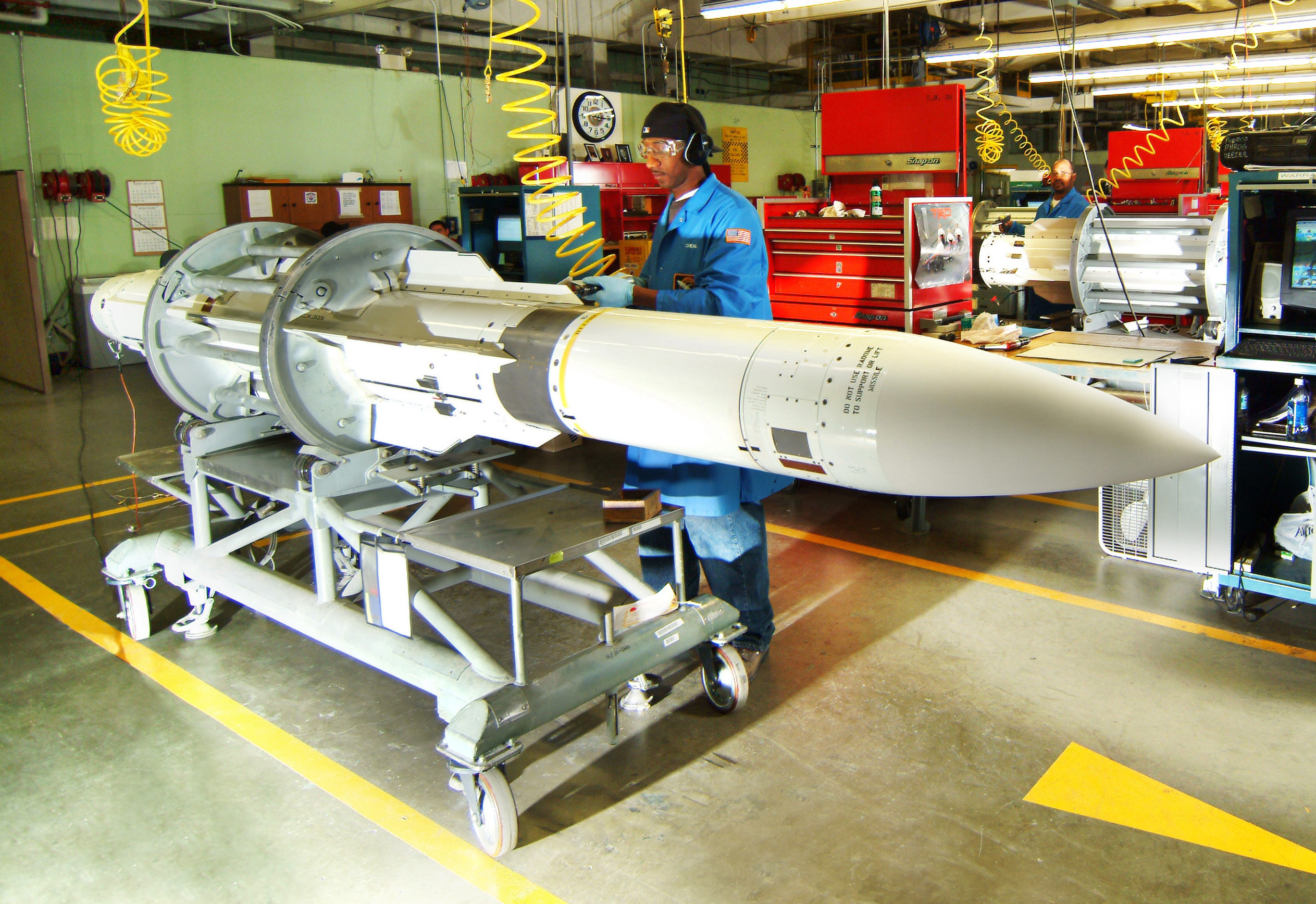
SM-2 أثناء الإنتاج.

ستاندارد ميسايل (بالإنجليزية: RIM-161 Standard Missile 3 أو (SM-3)) هو صاروخ أمريكي مضاد للصواريخ، يقلع من السفن الحربية الأمريكية. مدي الصاروخ إس إم-3 قصير إلى متوسط المدى وهو يعمل في إطار النظام الحربي الأمريكي المسمى نظام أيجيس المضاد للصواريخ Aegis Ballistic Missile Defense System.
وعلى الرغم من تصميمه كصاروخ بالستي مضاد للصواريخ فقد أستخدم إس إم-3 في أسقاط وتفجير قمر صناعي كان في سبيل السقوط على الأرض. يستخدم الصاروخ ستاندار ميسايل 3 في السلاح البحري الأمريكي وكذلك يعمل في السلاح البحري الياباني.

## تطويره

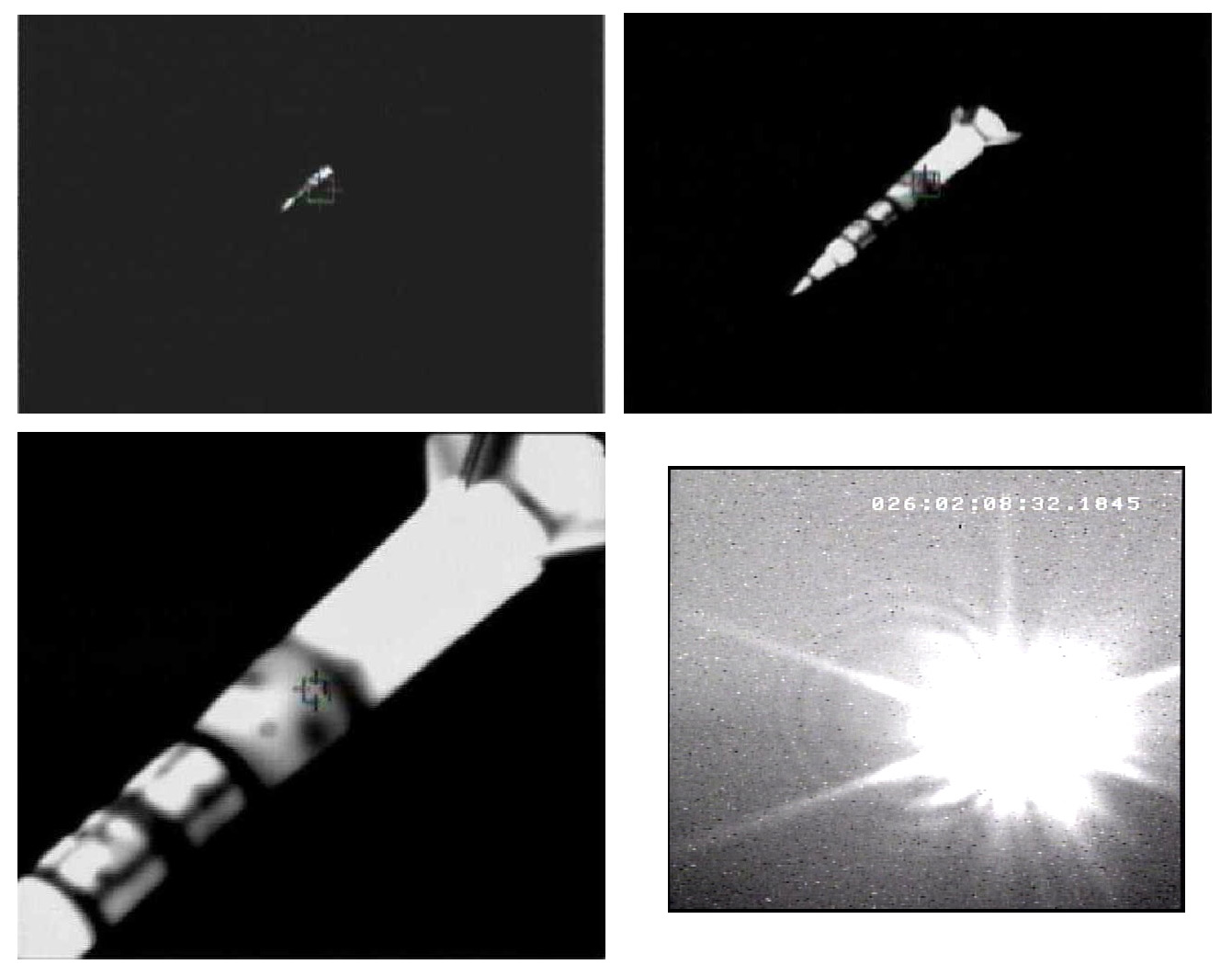
رأس مجسات الأشعة تحت الحمراء FLIR للصاروخ إم إس-3. الصورة الأخيرة إلتقطها المرصد الأرضي

بعد فشل المرحلة SM-2 Block IVA بدأ نظام الدفاع الصاروخي الوطني الأمريكي بتطوير ستاندارد ميسايل 3 بغرض استخدامه في ضرب الصواريخ. ويعتمد تدمير صاروخ قادم على ما يسمى «برأس قاتلة» تعمل على مقابلة الصاروخ القادم مباشرة فوق الغلاف الجوي الأرضي لأرضي وتفجيره بفعل سرعة التصادم الرأسي (استنفاد طاقة الحركة). أي أن إس إم-3 لا يحمل متفجرات كما هو معتاد في الرؤوس الحربية. ويحدد خط السير الابتدائي للصاروخ بواسطة مجسات «ترى» أشعة تحت الحمراء، وتقوم بتوجيهه للاصطدام بالصاروخ المعادي. ويحدث التصادم بسرعة قدرها 8 كيلومتر في الثانية (نحو 28.800 كيلومتر في الساعة). كما يمكن للصاروخ SM-3 حمل نظام مكون من عدة رؤوس قاتلة.

## دفاع ضد الصواريخ
في سبتمبر 2009 أعلن أوباما عن برامج لإنشاء نظاما دفاعلي صاروخي في شرق أوروبا، ليكون خيارا أفضلا عن أنظمة الدفاع الصاروخية الموجودة على متن السفن الحربية للولايات المتحدة الأمريكية. وقد رحب الرئيس الروسي بوتين بخطط الولايات المتحدة الأمريكية التي تبغي أرسال سفن حربية إلى البحر الأسود. وقد بدأ التوريد في نفس الشهر بتزويد ستناندارد ميسال 3 على بعض سفن البحرية الأمريكية في إطار نظام إيجيس وهي تكمل نظام صواريخ باتريوت والتي توجد بالفعل على الوحدات الأمريكية.
وقد اظهرت SM-3 أحسن النتائج بالنسبة إلأى أنظمة الصواريخ المضادة للصواريخ المستخدمة في الولايات المتحدة.

## مواصفات الصاروخ SM-3
- الارتفاع: 55و6 متر
- القطر: 34و0 متر
- الأجنحة: 57و1 متر
- السرعة: 9.600 كيلومتر/الساعة.[8]
- المدى: 500 كيلومتر
- أقصى ارتفاع: 250 كيلومتر
- الثمن: بين 9 ملايين دولار إلى 24 مليون دولار.

## مضاد للأقمار الصناعية
أعلنت الجهات الرسمية الأمريكية في 14 فبراير 2008 أنها تخطط لتطوير صاروخ إس إم-3 للإقلاع من ثلاثة سفن حربية في المحيط الهادي بغرض تدمير القمر الصناعي الأمريكي USA 193 الذي فقدت السيطرة عليه، على أرتفاع 240 كيلومتر قبل وصوله إلى الغلاف الجوي للأرض. وأفصحت الجهات المسؤولة بأن ذلك «لخفض خطر على الجنس البشري» حيث كان القمر الصناعي محملا بمادة هيدرازين السامة الذي كان يستخدمها كوقود. وقد أفصح أحد المسؤولين الرسميين أن برمجة السوفتوير الخاصة بالإس إم-3 قد أجريت عليها تحسينات بحيث تزيد حساسية المجسات على الصاروخ للتعرف على موقع القمر الصناعية والتوجه إليه، حيث لم يكن الصاروخ مصمما للعمل ضد الأقمار الصناعية.
وأطلقت المدمرة الأمريكية «ليك إلري» في يوم 21 فبراير عام 2008 في تمام الساعة 3:26 بحسب التوقيت العالمي المنسق صاروخ ستاندارد ميسايل 3، اصطدم مباشرة بالقمر الصناعي ودمره وكان الصاروخ بسرعة 36.666 كيلومتر في الساعة بينما كان القمر الصناعي قد انخفض إلى أرتفاع 247 كيلومتر فوق المحيط الهادي. USS Decatur, USS|Russell|DDG-59|6 وشاركت في العملية محطات رصد من الأرض وبعض السفن الحربية.

## إسرائيل ترغب SM-3
طبقا لما ورد في جريدة الصناعة الدفاعية Defense Industry Daily الإسرائيلية تعزم أسرائيل على طلب نظام لإس إم-3 يقلع من الأرض. وبينما تستخدم أسرائيل حاليا نظام أرو Arrow system ونظام باتريوت فهي تحتاج إلى دفاع أفضل. وقد عملت أسرائيل على إنشاء صواريخها المعدلة من نوع Arrow 3 ولكن فكرة نصب نظام دفاع إس إم-3 قد التقطتها بعض الدول الأوروبية وقد تلعب دورا في الدفاع عن أوروبا.

## معرض صور

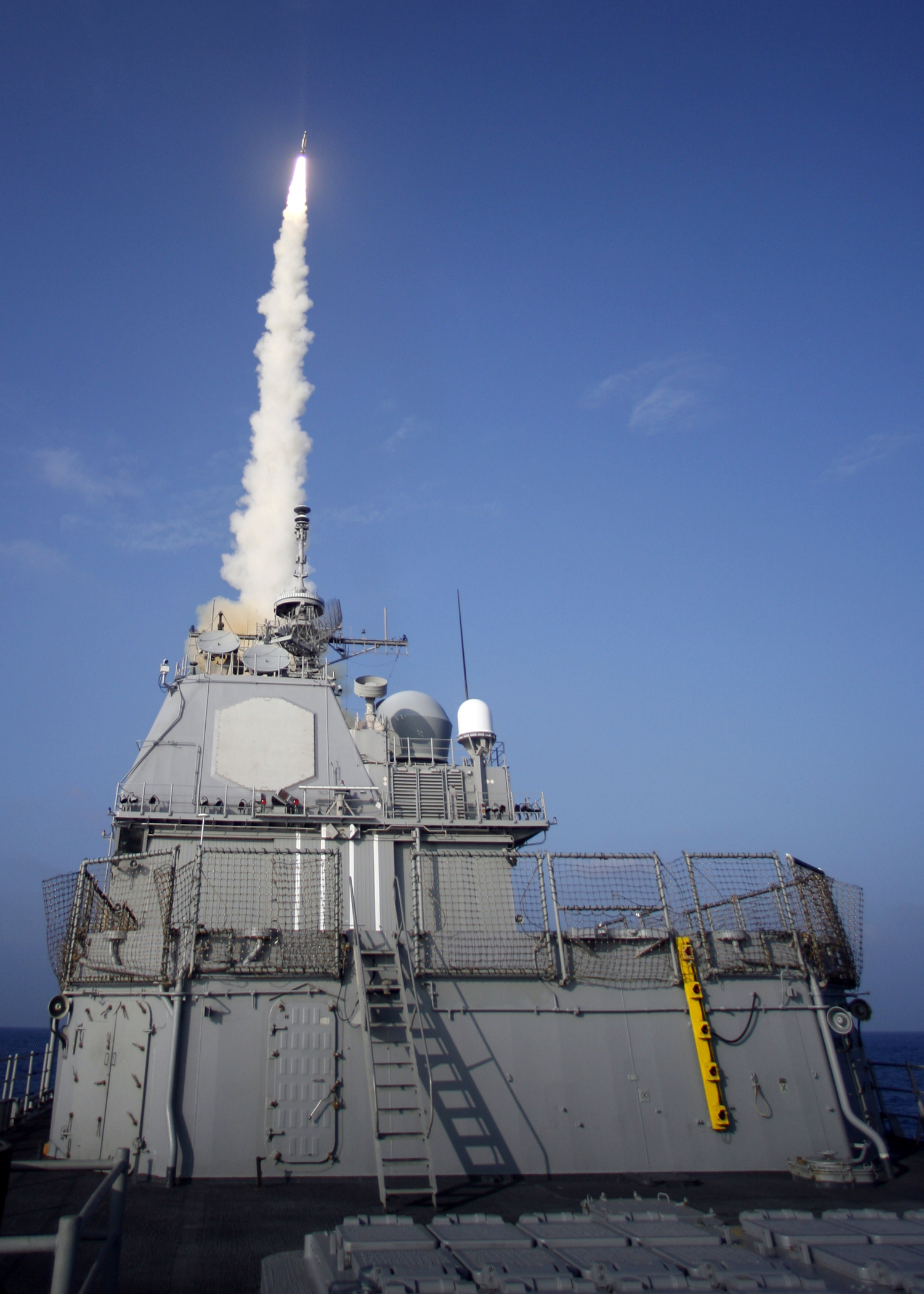
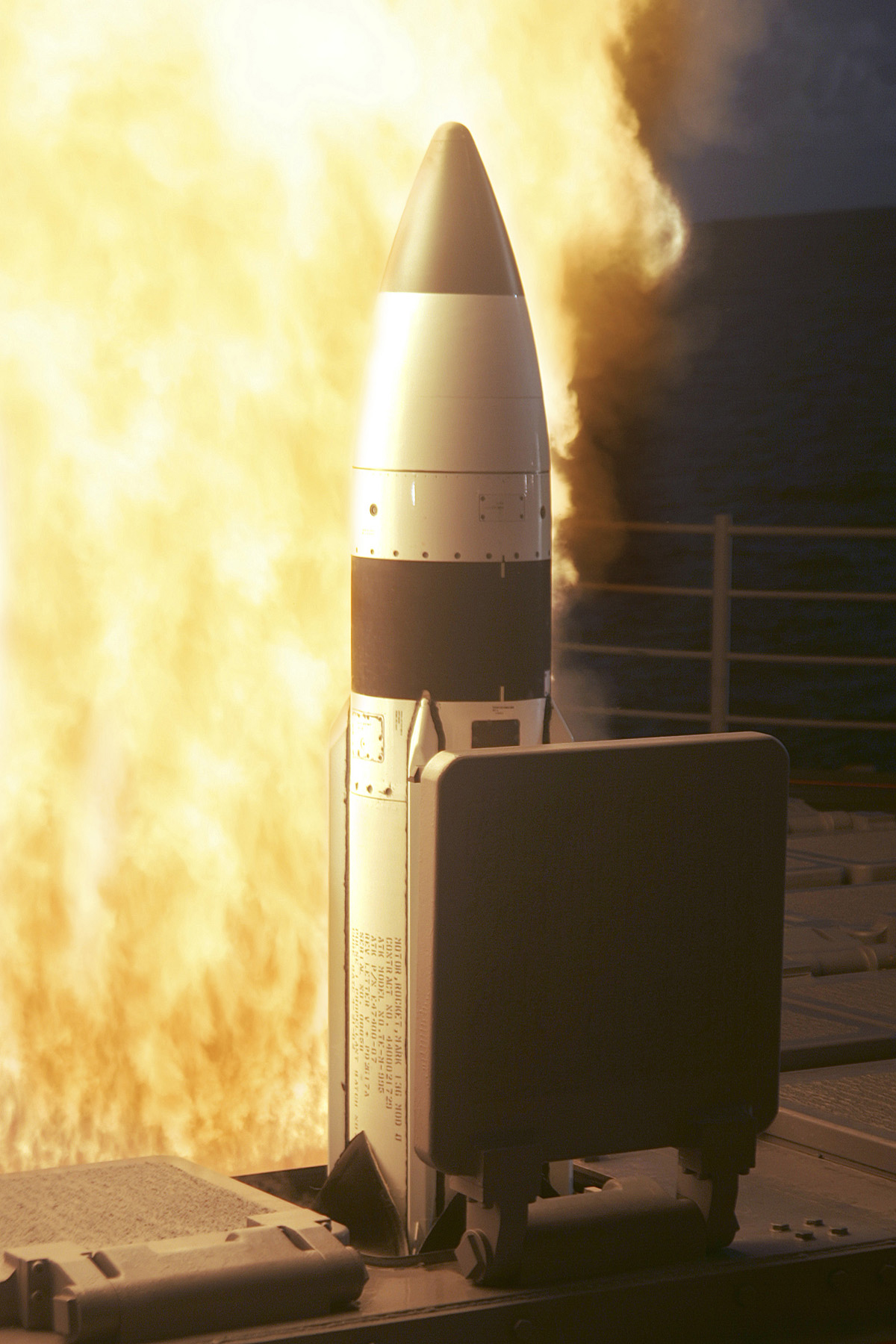
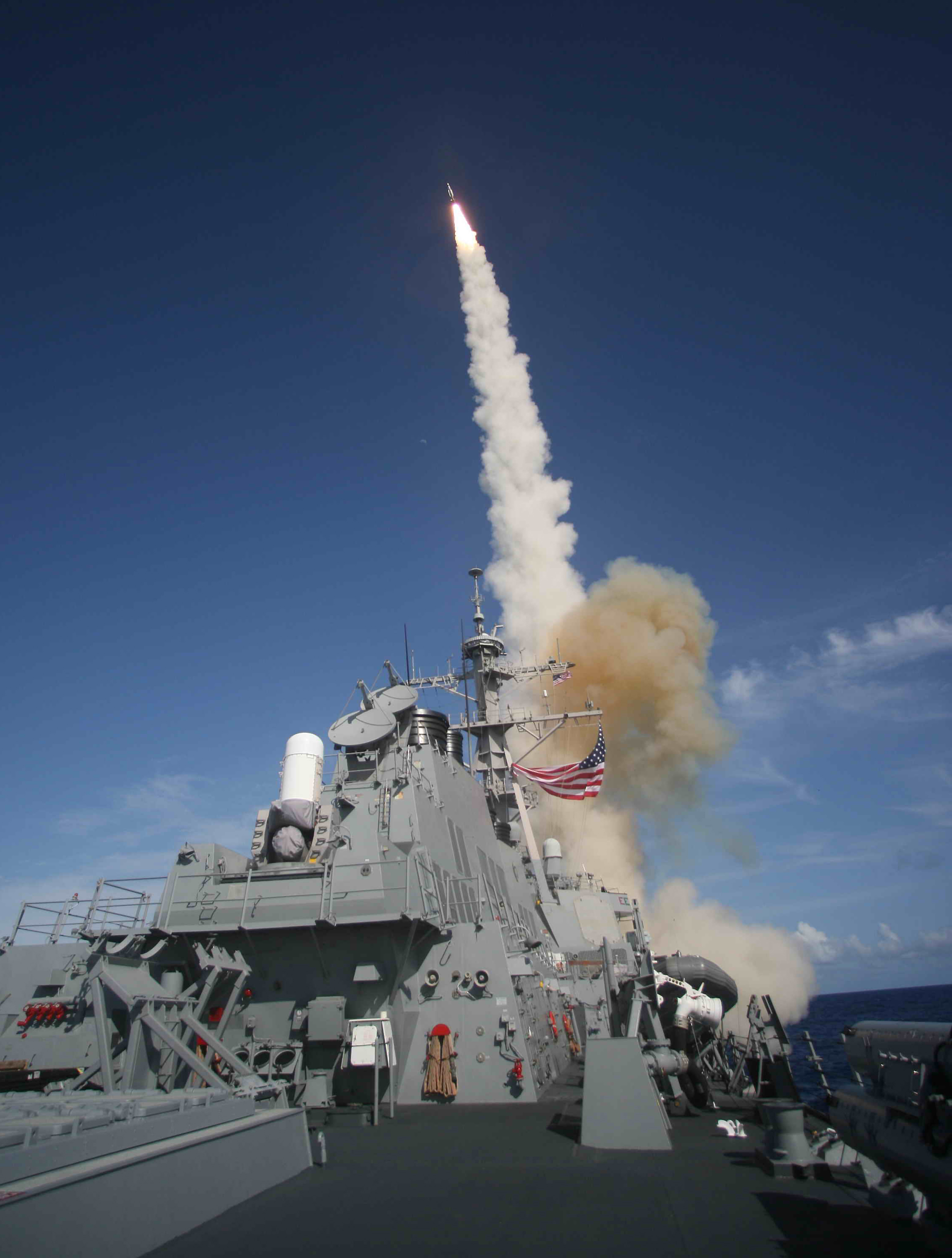
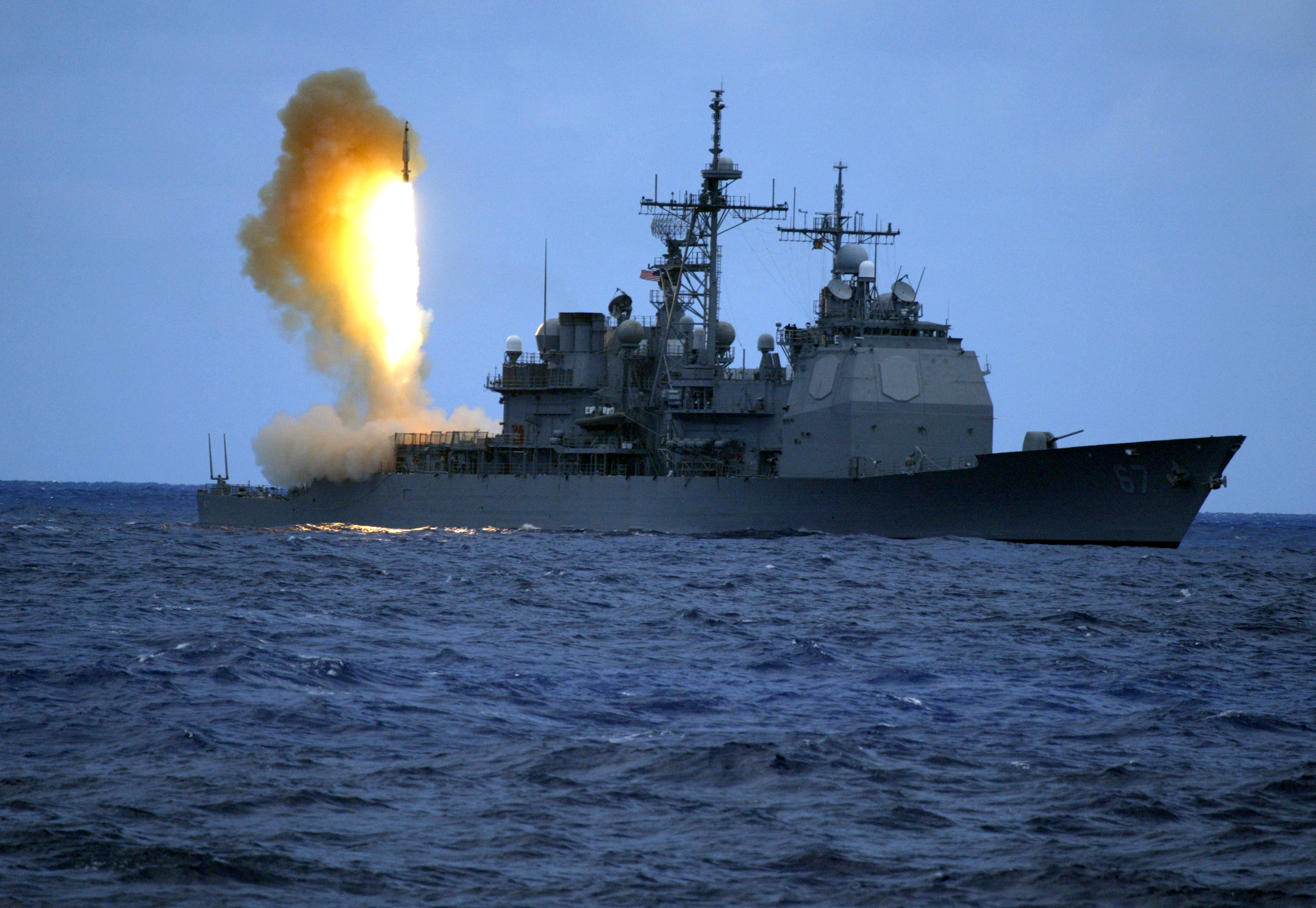

## اقرأ أيضا
- يو إس إيه 193
- صاروخ أرض-جو
- صاروخ حامل
- صاروخ